# Totalna stanica
Totalna stanica, mjerna stanica ili tahimetar je računalna inačica elektroničkog teodolita. Totalne stanice imaju u sebi računalo, memoriju i elektronički daljinomjer. Totalna stanica omogućava jednostavnije snimanje detalja, iskolčavanja, te brže i preciznije izvođenje radova. Elektronički daljinomjer je najveća prednost totalnih stanica. Takvi daljinomjeri sastoje se od odašiljača koji emitira elektromagnetsko zračenje u infracrvenom ili radio spektru. Elektronički daljinomjer zahtjeva reflektor na kraju mjerenje dužine koji refletkira odaslane elektromagnetske valove. Preciznost elektroničkog daljinomjera kod totalnih stanica je oko 2 mm na 1 km mjerene duljine.
Instrumenti koji omogućuju mjerenje vodoravnog kuta, vertikalnog kuta i kose duljine nazivaju se tahimetri (grč. brzomjer). U 19. stoljeću pojavili su se optički tahimetri, a 1970-ih godina prošlog stoljeća prvi elektronički tahimetri. Tijekom razvoja automatiziran je tijek mjerenja, uspostavljena automatska registracija, omogućena razna računanja u samom instrumentu, te se danas takvi instrumenti nazivaju totalnim stanicama ili mjernim stanicama (eng. Total Station).

## Način rada

### Elektroničko mjerenje duljine
Fizikalni princip elektroničkog mjerenja dužina zasniva se na mjerenju vremena koje je elektromagnetskom valu potrebno za prijelaz mjerene dužine u oba smjera. Na početnoj točki (stajalištu) nalazi se primopredajnik, a na cilju reflektor. Navedeni jednostavni princip mjerenja iziskuje složeno konstruktivno rješenje, čemu je uzrok velika brzina elektromagnetskog vala tj. svjetlosti. Potrebno je vrlo točno mjeriti vremenski signal t, a također mjerni signal prolazi kroz različite slojeve atmosfere, što utječe na njegovu brzinu, te kao rezultat daje pogrešno mjerenje dužine. Za standardizaciju konstrukcija elektroničkih daljinomjera nužno je što točnije poznavanje brzine svjetlosti.
Uz poznatu brzinu elektromagnetskog vala u vakuumu c0, odredit će se brzina u zraku kao optičkom sredstvu c, poznavanjem njegova indeksa prelamanja u, primjenom osnovnog zakona iz optike:
{\displaystyle c={\frac {c_{0}}{u}}}
gdje je: c - radna brzina (brzina vala tijekom mjerenja). Uvrštenjem u formulu za duljinu, dobiva se izraz:
{\displaystyle D={\frac {c_{0}}{u}}{\frac {t}{2}}}
gdje je: t – vrijeme potrebno da elektromagnetski val prijeđe udaljenost do cilja i natrag.
Indeks prelamanja zraka osnovni je čimbenik kojim je određena radna brzina vala. Točnost mjerenja ovisi o tome koliko je poznato stvarno stanje atmosfere. Za određivanje stanja atmosfere pri mjerenjima, potrebno je izmjeriti temperaturu zraka, tlak zraka i količinu vodene pare, da bi se što točnije odredio indeks prelamanja.
Na osnovi poznavanja radne brzine elektromagnetskog vala, duljina se određuje mjerenjem vremenskog intervala t dvostrukog puta signala. Budući da se radi o vrlo malim vremenskim intervalima, oni se moraju odrediti s visokom točnosti, što je zahtjevan tehnički zadatak. Na primjer, pri dvostrukom prijelazu duljine od 500 m, vremenski interval signala iznosi oko 3 μs. Već nesigurnost u mjerenju vremena od 0,1 ns daje odstupanje duljine od 15 mm. Danas se već razvijaju tehnologije koje omogućuju mjerenje od 10-12 ps.
Samo mjerenje izvodi se tako da se signal od odašiljača odvaja u dva puta: jedan put prema prijemniku izravno (bez prijeloma dužine – unutrašnji put), a drugi put vanjski put signala do reflektora i natrag. Ovisno o tehničkim rješenjima mjerenja vremenskog signal razlikujemo nekoliko osnovnih načina mjerenja dužina:
- impulsni,
- fazni, te
- frekventni.

#### Impulsni način mjerenja dužine
Odašiljač zrači slijed impulsa, pa se dužina mjeri direktnim mjerenjem vremenskog intervala u kojem impuls prelazi mjernu dužinu. Dužina se može mjeriti odašiljanjem jednog impulsa, ali zbog povećanja točnosti mjerenja odašilje se slijed impulsa. Pri impulsnom načinu mjerenja, odašiljač radi tako da u vrlo kratkom vremenskom intervalu odašilje elektromagnetski val do reflektora koji se nalazi na cilju, te ga vraća natrag prema prijamniku na stajalištu. Primjenjuje se vidljivo i infracrveno zračenje. Za vrijeme emisije impulsa veličina impulsa treba biti konstantna. Impulsi su modulirani; primjenjuje se amplitudna i frekventna modulacija.
Razvojem laserske tehnologije omogućeno je mjerenje bez primjene reflektora na cilju. Zraka svjetlosti odbija se od raznih površina (objekata). Primjena takvog načina mjerenja je kod kraćih duljina.
Impulsni način mjerenja ima značajnu primjenu pri mjerenju kratkih dužina zbog više prednosti, a to su:
- vrlo kratko trajanje mjerenja,
- duljina se dobiva direktno i jednoznačno,
- uz optiku jednakih dimenzija veći je doseg nego kod faznog načina mjerenja, te
- moguća su mjerenja kratkih dužina bez reflektora na cilju.

#### Fazni način mjerenja dužine
Osnova faznog načina mjerenja dužina je posredan način mjerenja vremenskog intervala na osnovi mjerenja fazne razlike odaslanog i primljenog signala. Kod mjerenja faznim načinom odašiljač kontinuirano, za vrijeme mjerenja emitira modulirane svjetlosne valove ili valove mikrovalnog područja. Na osnovi usporedbe razlika faza dvaju signala u jednom trenutku u mjeraču faze (od kojih jedan prelazi dužinu u oba smjera), dobivamo osnovnu informaciju o dužini.
Elektroničko mjerenje dužina faznim načinom možemo usporediti s mehaničkim mjerenjem dužina pomoću vrpce. Pri mehaničkom mjerenju broji se koliko puta mjerna jedinica (dužina vrpce) ide u ukupnu dužinu i očitava se ostatak dužine. Kod elektroničkog mjerenja broj „vrpci“ je nepoznat. Problem se rješava u kombinaciji primjene većeg broja korištenja frekvencije (grubo mjerenje) za mjerenja, a za fino mjerenje koristi se najviša frekvencija.

#### Elektrooptički daljinomjeri
Elektrooptički daljinomjeri mjere dužinu emisijom vidljive ili nevidljive infracrvene svjetlosti. Za takvo mjerenje potrebno je optičko dogledanje instrumenta na stajalištu i točke cilja. Na cilj se postavlja reflektor, koji vraća zraku do prijamnika u instrumentu. U upotrebi su impulsni i fazni elektrooptički daljinomjeri. Impulsni način mjerenja dužina omogućuje mjerenje dužina bez reflektora na cilju. Dovoljan je jedan snažan impuls kako bi se dužina jednoznačno izmjerila s centimetarskom točnosti. Primjenjuje se kod mjerenja dužina do nepristupačnih točaka, mjerenja profila u tunelu, podzemnim prostorijama, kamenolomima, čeličnih postrojenja i dr.